# Aeroportul Marsa Brega
Aeroportul Marsa Brega (IATA: LMQ, ICAO: HLMB) este un aeroport din Libia ce deservește zona Brega⁠(d). A fost numit după zona deservită.
Situat la o altitudine de 15 m, aeroportul dispune de o singură pistă.